# Jasper Bolland
Jasper Bolland (Houten, 13 mei 1986) was een Nederlands voetballer die anno 2008 uitkwamt voor IJsselmeervogels en in het verleden speelde voor FC Utrecht.
Bolland, die vooral op het middenveld te vinden was, speelde voor zijn overstap naar Utrecht in 2001 voor de amateurvoetbalclub SV Houten. Anno 2007 speelde de 20-jarige nog in de jeugdopleiding, hoewel hij al wel één wedstrijd voor het eerste team, tegen N.E.C., achter zijn naam heeft staan. Bolland was aanvoerder van Jong FC Utrecht waarna hij voorafgaand aan het seizoen 2008/2009 vertrok naar IJsselmeervogels.
Bij IJsselmeervogels won Bolland twee afdelingstitels (2009 en 2010), twee zaterdagkampioenschappen (2010 en 2011), tweemaal het algeheel amateurkampioenschap (2010 en 2011) en een keer de Supercup (2010). In het seizoen 2010-11 kwam Jasper Bolland minder voor in de plannen van trainer Jan Zoutman waardoor hij in april zijn vertrek kenbaar maakte naar het Veenendaalse GVVV.